# قسم رباطات الريفي (مقاطعة أردكان)
قسم رباطات الريفي (بالفارسية: دهستان رباطات) هي قسم تقع في إيران في Kharanaq District. يقدر عدد سكانها بـ 2,329 نسمة .